# Цирлов, Валентин Леонидович
Валентин Леонидович Цирлов (род. 29 октября 1982, Москва) — российский учёный и предприниматель, специалист в области информационной безопасности, литературный деятель, сооснователь и генеральный директор НПО «Эшелон».

## Биография
Родился 29 октября 1982 года в Москве.
В 2005 году окончил кафедру ИУ8 «Информационная безопасность» Московского государственного технического университета имени Н. Э. Баумана по специальности «Комплексное обеспечение информационной безопасности автоматизированных систем». 
С 2005 года работает на кафедре ИУ8 «Информационная безопасность» в МГТУ им. Н. Э. Баумана. Преподаёт дисциплины «Теоретические основы информационной безопасности автоматизированных систем», «Сертификация специалистов по информационной безопасности», «Вычислительные сети». В 2020 году получил учёное звание доцента. 
В 2005 году Валентин Цирлов вместе с Алексеем Марковым основал группу компаний «Эшелон», со временем ставшую одним из ведущих российских разработчиков и системных интеграторов в сфере информационной безопасности. 
Также с конца 2014 г. является генеральным директором АО "НПО "Эшелон", с 2014 г. по 2019 г. являлся генеральным директором АО "Эшелон Технологии".
Кандидат технических наук, доцент, CISSP, CISM, AMBCI. Эксперт Российской академии наук.
Учредитель (в составе НПО "Эшелон") и член редакционной коллегии журнала «Вопросы кибербезопасности».
Поэт, автор текстов песен, финалист премии «Поэт года 2024».

## Научные публикации
Автор более 120 научных работ. Индекс Хирша – 22. Соавтор 13 патентов на изобретения.
Сфера научных интересов: управление информационной безопасностью, формальные модели и методы защиты информации, анализ безопасности автоматизированных систем и средств защиты информации. 
Монографии и учебники
- Цирлов В. Л. Основы информационной безопасности. Краткий курс. — Ростов-на-Дону: Изд-во «Феникс», 2008. — 256 с. — ISBN 978-5-222-13164-0.
- Марков А. С., Цирлов В. Л., Барабанов А. В. Методы оценки несоответствия средств защиты информации. — М.: «Радио и связь», 2012. — 192 с. — ISBN 5-89776-015-2.
- Барабанов А. В., Дорофеев А. В., Марков А. С., Цирлов В. Л. Семь безопасных информационных технологий. — М.: «ДМК Пресс», 2017. — 224 с. — ISBN 978-5-97060-494-6.

## Награды
- Медаль ФСТЭК России «За укрепление государственной системы защиты информации» II степени (2013)
- Медаль ФСТЭК России «За укрепление государственной системы защиты информации» I степени (2017)
- Медаль «Михаил Калашников» Министерства обороны Российской Федерации (2018)[8]
- Медаль «Генерал армии Штеменко» Министерства обороны Российской Федерации (2021)[9]
- Медаль «Александр Блок» за вклад в развитие современной русской литературы (2025)